# Museo internazionale della campana
Il museo internazionale della campana (nome completo: museo internazionale della campana "Giovanni Paolo II") si trova all'interno della Pontificia fonderia di campane Marinelli di Agnone, in Molise.
Si tratta dell'unico museo italiano dedicato completamente alla lavorazione della campana, essendo la fonderia una delle più antiche statali a continuare la produzione dei bronzi per le chiese cattoliche. Il museo è oggetto di molte visite scolastiche, anche perché ricorda, ogni anniversario, la tragedia del terremoto del Molise del 2002.

## Descrizione

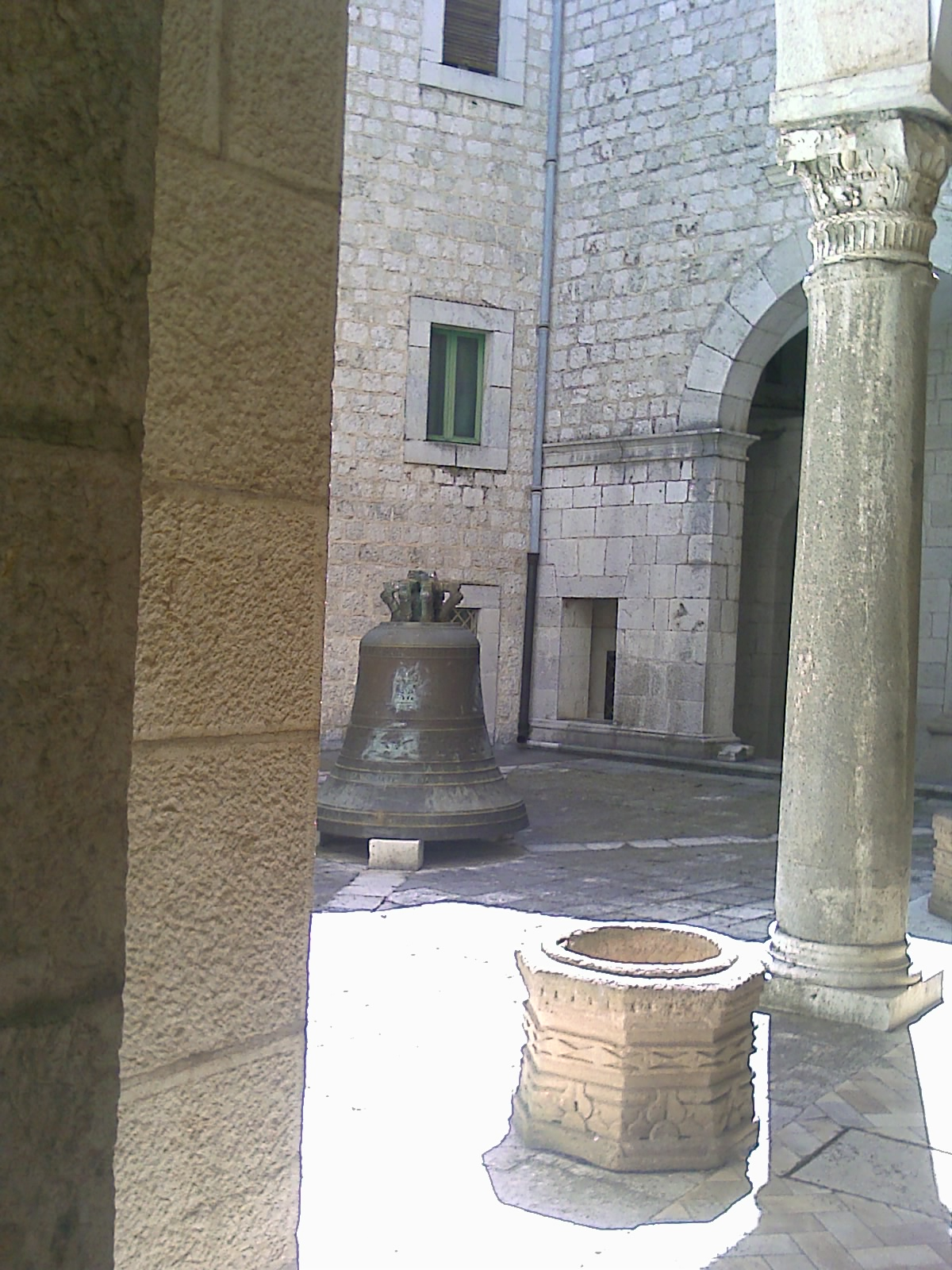
Campana dell'abbazia di Montecassino fondata dai Marinelli

Esso è stato istituito nel 1999, ed è accessibile dall'entrata a sinistra della bottega, se vi si giunge dalla strada principale davanti alla facciata. Esso è stato visitato anche dal papa Giovanni Paolo II nel 1995, che ne ha benedetto alcune campane.
All'interno sono conservati pezzi di storia della fonderia, a partire dal Medioevo fino al presente. Il documento più antico che il museo contiene è un'edizione olandese del 1664 del trattato De Tintinnabulis, considerata la "Bibbia" di ciascun fonditore di campane. Oltre a pezzi di campane e alle teche che conservano bronzi di varia forma, aspetto ed età, il museo possiede reperti fotografici e video che ricordano le visite di altri papi alla fonderia: Pio XI, Giovanni XXIII e Giovanni Paolo II.
Al termine della visita al museo, che comprende anche quella della bottega della costruzione, un addetto ricorda le vittime del terremoto molisano del 2002, suonando delle campane. Il pensiero del gesto è soprattutto diretto alle giovanissime vittime del crollo della scuola elementare del comune di San Giuliano di Puglia.